# Sätsuvere
Sätsuvere – wieś w Estonii, w prowincji Jõgeva, w gminie Torma.